# Ursula Anders

Grab von Ursula Anders

Ursula Anders (* 6. Oktober 1938 in München; † 7. Februar 2025 in Steinbach am Attersee) war eine deutsche Sängerin (Sopran) und Schlagzeugerin, die auch als Improvisationsmusikerin hervorgetreten ist.

## Leben und Wirken
Ursula Anders stammt aus einer Musikerfamilie; ihre Eltern waren die Sänger Peter Anders und Susanne Mysz. Sie studierte von 1956 bis 1962 Gesang an der Nordwestdeutschen Musikakademie Detmold sowie an der Hochschule für Musik und Theater Hamburg. Seit 1958 war sie als Konzert- und Oratorien-Sängerin tätig; auch sang sie auf Kinderschallplatten der Deutschen Grammophon. 1969/1970 absolvierte sie ein Schlagzeug-Studium am Carl-Orff-Institut, Salzburg. 
Von 1970 bis 1975 war sie Lehrbeauftragte im Fach Stimmbildung und Gesang am Mozarteum in Salzburg. Seit 1974 war sie die Lebensgefährtin von Friedrich Gulda. Mit ihm entwickelte sich eine intensive künstlerische Zusammenarbeit, zunächst im Bereich der freien Musik: Sie traten mit Barre Phillips und Albert Mangelsdorff ebenso auf wie mit Paul und Limpe Fuchs. Dann führte sie mit Gulda eigene Lieder-Zyklen, aber auch solche von Schubert und Schumann auf, die auch auf Schallplatte veröffentlicht wurden. 1980 komponierte Gulda für sie das Opus Anders, welches am 22. September im Brucknerhaus in Linz uraufgeführt wurde. Zwei Jahre später veröffentlichte Gulda sein Concerto for Ursula, dessen Premiere in der Alten Oper in Frankfurt stattfand.
Als Nachlassverwalterin Guldas etablierte sie gemeinsam mit Heinz Preiss in Schloss Kremsegg 2003 eine Gulda gewidmete Dauerausstellung. Weiterhin war sie als Autorin tätig; sie verfasste mit Gulda dessen Biographie und ist die Herausgeberin von Guldas Worten zur Musik und eines Gulda-Konzertverzeichnisses.

## Diskographische Hinweise
- Ursula Anders mit Friedrich Gulda: Opus Anders. (Intercord 1980)
- Friedrich Gulda, Ursula Anders: Mondnacht und andere Lieder. (MPS 1981)
- Friedrich Gulda, Ursula Anders: Concerto For Ursula. (Amadeo 1982)